# Gefecht an der Nettelnburger Schleuse
Frühjahrsfeldzug 1813
Lüneburg – Möckern – Halle – Großgörschen – Gersdorf – Bautzen – Reichenbach – Nettelnburg – Haynau – Halberstadt – Luckau
Herbstfeldzug 1813

Großbeeren – Katzbach – Dresden – Hagelberg – Kulm – Dennewitz – Göhrde – Altenburg – Wittenberg – Wartenburg – Liebertwolkwitz – Leipzig – Torgau – Hanau – Hochheim – Danzig
Winterfeldzug 1814

Épinal – Colombey – Brienne – La Rothière – Champaubert – Montmirail – Château-Thierry – Vauchamps – Mormant – Montereau – Bar-sur-Aube – Soissons – Craonne – Laon – Reims – Arcis-sur-Aube – Fère-Champenoise – Saint-Dizier – Claye –  Paris
Sommerfeldzug von 1815

Quatre-Bras – Ligny – Waterloo – Wavre – Paris
Das Gefecht an der Nettelnburger Schleuse fand während der Befreiungskriege am 28./30. Mai 1813 in den Hamburger Vororten Nettelnburg und Ochsenwerder statt, als ein preußisches Bataillon den Angriff der Franzosen am Durchstich der Bille zur Dove Elbe auf die aus Bergedorf abrückenden preußisch-russischen Truppen vereitelte.

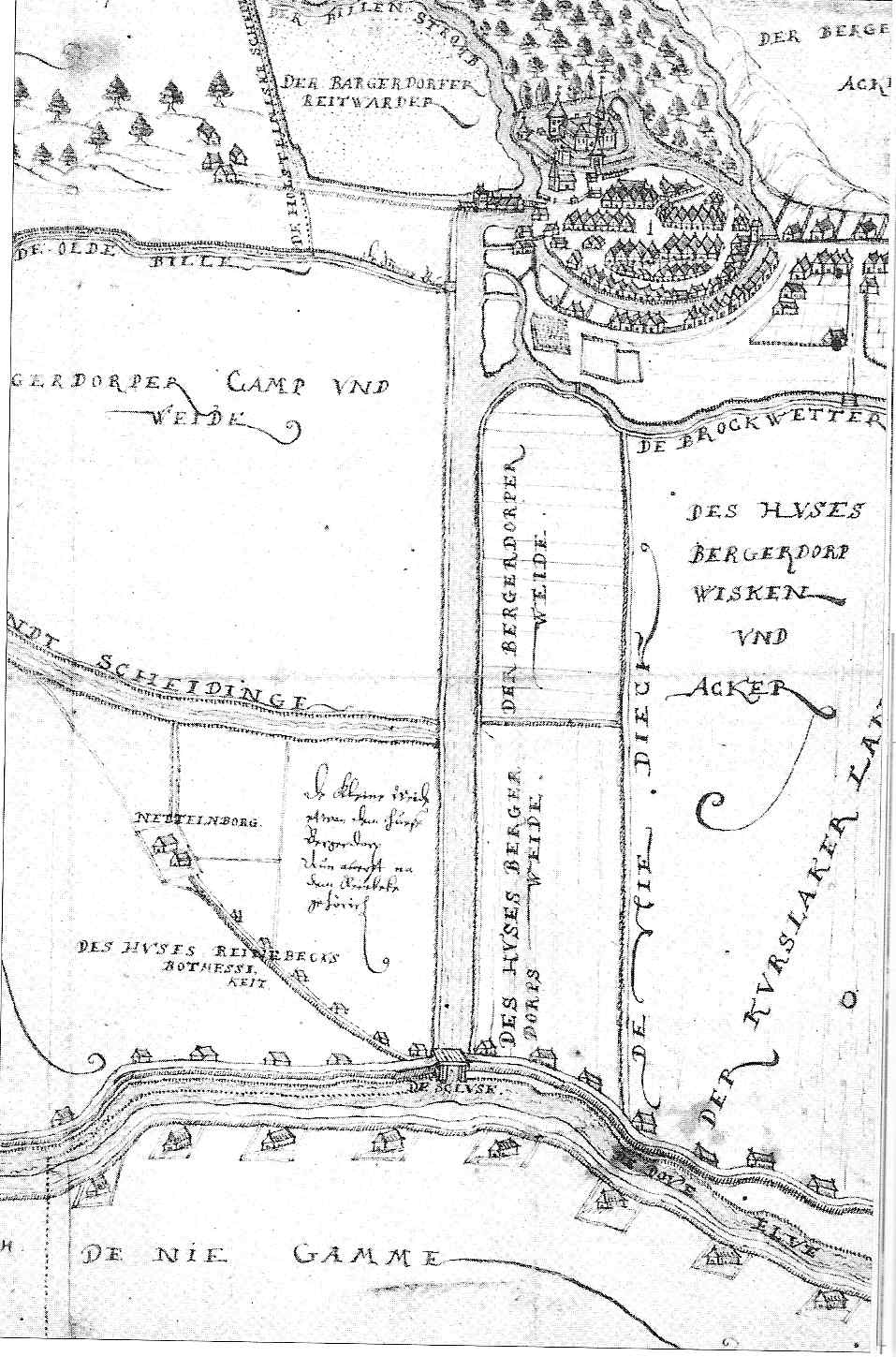
Auf der Karte von 1615 ist am unteren Rand die Schleuse als „DE SCLVSE“ eingezeichnet

## Verlauf
Die Franzosen waren am 28. Mai mit Vorauseinheiten aus ihrem Stützpunkt bei Wilhelmsburg auf Nettelnburg vorgerückt, um die auf Bergedorf vorgestoßenen preußisch-russischen Truppen unter General Tettenborn in der Flanke und im Rücken zu bedrohen und zu umfassen.
Während Tettenborn, der bereits mit den gegnerischen Dänen über einen kampflosen Rückzug aus Hamburg verhandelte, nichts gegen die Bedrohung unternahm, eilte jedoch ein Füsilier-Bataillon des bei Lüneburg liegenden preußischen Grenadierregiments König Friedrich-Wilhelm IV. (1. Pommersches) Nr. 2 unter dem Kommando von Oberstleutnant Karl August Ferdinand von Borcke heran und ging bei Nettelnburg in Stellung.
Als Tettenborns Truppen am 30. Mai 1813 aus Bergedorf über den Billerdeich auf Lauenburg abrückten, setzten nachrückende französische Truppen unter Marschall Davout zum Angriff an, wobei diese über die Dove Elbe, einen etwa 10 Meter breiten Nebenarm der Elbe, übersetzen mussten. Oberstleutnant von Borcke, der sich befehlsmäßig ebenfalls mit seinen Truppen absetzte, erkannte jedoch rechtzeitig die Angriffsabsichten, bezog mit einer starken Nachhut versteckte Stellungen, überraschte mit einem Bajonettangriff die in dem unwegsamen und teilweise überfluteten Marschland
noch nicht gefechtsbereiten französischen Einheiten, zerschlug durch die so verursachte Panik deren Angriff und sicherte damit den Rückmarsch der russisch-preußischen Verbände. Die Franzosen verloren an 400 Mann, die Preußen nur fünf.

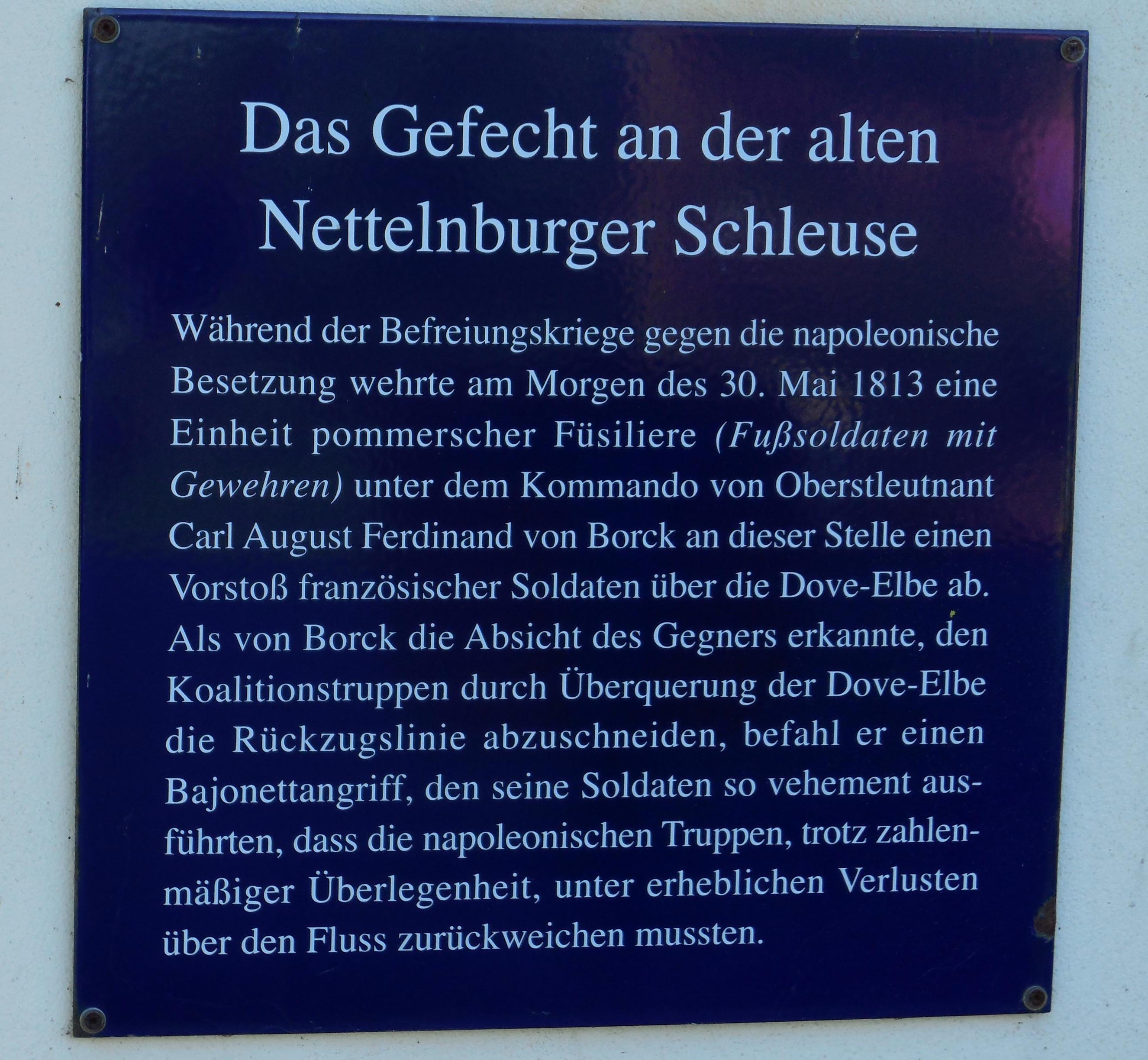
Gedenktafel am Haus Kurfürstendeich 41

## Ortslage
Die damalige Nettelnburger Schleuse war am südlichen Ende des (alten) Schleusengrabens gelegen, zwischen den heutigen Häusern Kurfürstendeich Nummer 41 und Nummer 34.